# Giuseppe Verucchi
Giuseppe Verucchi (Pavullo nel Frignano, 22 novembre 1937 – Modena, 12 febbraio 2025) è stato un arcivescovo cattolico italiano.

## Biografia
Nacque a Miceno, frazione di Pavullo nel Frignano, in provincia e arcidiocesi di Modena, il 22 novembre 1937.
La sua vocazione nacque con l'intento di spendere la vita per i giovani, nel clima spirituale e pastorale rappresentato nel film La città dei ragazzi, che egli incontrò dal vivo nella Città dei ragazzi di Modena, un luogo di ragazzi con sacerdoti che se ne prendono cura.

### Ministero sacerdotale
Il 29 giugno 1961 fu ordinato presbitero.
Dopo l'ordinazione divenne cappellano a Castelnuovo Rangone, dove rimase fino al 1971, quando fu trasferito come parroco a Formigine; dal 7 luglio 1984 fu anche vicario foraneo della zona "Pedemontana Ovest".
Dal 1986 al 1997 fu vicario generale dell'arcidiocesi di Modena-Nonantola. A più riprese membro del collegio dei consultori e del consiglio presbiterale, al contempo fu anche canonico e in seguito arciprete maggiore del capitolo metropolitano. Il 20 giugno 1992 fu insignito del titolo onorifico di prelato d'onore di Sua Santità.
Il 16 settembre 1997 fu nominato parroco di Fiorano Modenese, direttore dell'ufficio diocesano per i beni culturali e delegato arcivescovile per i rapporti con le soprintendenze e gli enti culturali.

### Ministero episcopale
Il 9 marzo 2000 papa Giovanni Paolo II lo nominò arcivescovo metropolita di Ravenna-Cervia; succedette a Luigi Amaducci, dimessosi per raggiunti limiti di età. Il 13 maggio seguente ricevette l'ordinazione episcopale, in Piazza Grande a Modena, dall'arcivescovo-abate di Modena-Nonantola Benito Cocchi, co-consacranti gli arcivescovi Santo Bartolomeo Quadri, emerito di Modena-Nonantola, e Luigi Amaducci, emerito di Ravenna-Cervia. Il 3 giugno prese possesso dell'arcidiocesi.
Nell'autunno 2011 venne iscritto nel registro degli indagati per malversazione ai danni dello Stato, ma 14 mesi dopo fu scagionato da ogni accusa dal giudice per le indagini preliminari.
Il 17 novembre 2012 papa Benedetto XVI accolse la sua rinuncia al governo pastorale dell'arcidiocesi di Ravenna-Cervia per raggiunti limiti d'età, sebbene mancassero 5 giorni al compimento del suo 75º genetliaco; gli succedette Lorenzo Ghizzoni, fino ad allora vescovo ausiliare di Reggio Emilia-Guastalla. Rimase amministratore apostolico dell'arcidiocesi, da cui si congedò il 6 gennaio 2013 con una solenne concelebrazione eucaristica in cattedrale, fino all'ingresso del successore, avvenuto il 20 gennaio.
Da arcivescovo emerito si stabilì presso il Centro Famiglia di Nazareth a Modena, città dove morì il 12 febbraio 2025, all'età di 87 anni. Dopo le esequie, celebrate il 15 febbraio dall'arcivescovo Lorenzo Ghizzoni nella cattedrale metropolitana di Ravenna, è stato tumulato accanto ai suoi predecessori nel sepolcreto degli arcivescovi nello stesso edificio.

## Genealogia episcopale
La genealogia episcopale è:
- Cardinale Scipione Rebiba
- Cardinale Giulio Antonio Santori
- Cardinale Girolamo Bernerio, O.P.
- Arcivescovo Galeazzo Sanvitale
- Cardinale Ludovico Ludovisi
- Cardinale Luigi Caetani
- Cardinale Ulderico Carpegna
- Cardinale Paluzzo Paluzzi Altieri degli Albertoni
- Papa Benedetto XIII
- Papa Benedetto XIV
- Cardinale Enrico Enriquez
- Arcivescovo Manuel Quintano Bonifaz
- Cardinale Buenaventura Córdoba Espinosa de la Cerda
- Cardinale Giuseppe Maria Doria Pamphilj
- Papa Pio VIII
- Papa Pio IX
- Cardinale Gustav Adolf von Hohenlohe-Schillingsfürst
- Arcivescovo Salvatore Magnasco
- Cardinale Gaetano Alimonda
- Cardinale Agostino Richelmy
- Vescovo Giuseppe Castelli
- Vescovo Carlo Allorio
- Cardinale Antonio Poma
- Arcivescovo Benito Cocchi
- Arcivescovo Giuseppe Verrucchi